# Krupa (Zrmanja)
Krupa je rječica u Bukovici. 
Izvire u Krupi kod Obrovca, a ulijeva se u Zrmanju kod Sastavaka. Po njoj je ime dobilo naselje Krupa.

## Općenito
Izvire pod južnim obroncima Velebita, nedaleko zaseoka Mandići, iz dva krška vrela. Teče kroz duboke usjeke u stijenama. U jednom dijelu teče kanjonom od 50 metara u smjeru zapada. Prije kanjona u nju se ulijeva pritoka Orovača.
Otprilike na polovici cjelokupnog toka rijeke, u nju se ulijeva pritok Krnjeza.

## Znamenitosti
Na rijeci postoji 19 slapova, od kojih većina svojom visinom, oblikom i razvedenošću spadaju u najljepše hrvatske slapove. Najpoznatiji je slap Deveterac, koji je ime dobio po devet sedrenih kaskada koje završavaju slapom visokim 13 metara.
Lokalno stanovništvo Krupu je već kod izvora iskoristilo za pokretanje mlinova i navodnjavanje vrtova. Jedan od najpoznatijih mlinova je tzv. Urošev mlin, koji je još u službi, iako je izgrađen 1913. godine.
Nizvodno od mlina nalazi se kanjon.
Zatim slijedi Panin buk nakon kojega se kanjon u području Veliča luke blago spušta, ali samo nakratko. Već kod vrha Punta, koji se oštro zario u Krupu primoravši je da svojim tokom opiše gotovo polovicu kruga, kanjon ponovo doseže zavidnu visinu stisnuvši rijeku stijenom podno Babinog grada u uzak tjesnac u kojem su se zaredala tri slapa od kojih su krajnji 12 metarski Babin slap i 8 metara visok Dragičevića buk. Ispod Dragičevića buka Krupa tvori slikovite izdužene sedrene pragove, pada preko još dva manja slapa, te na kraju utječe u Zrmanju.